# Pedorido

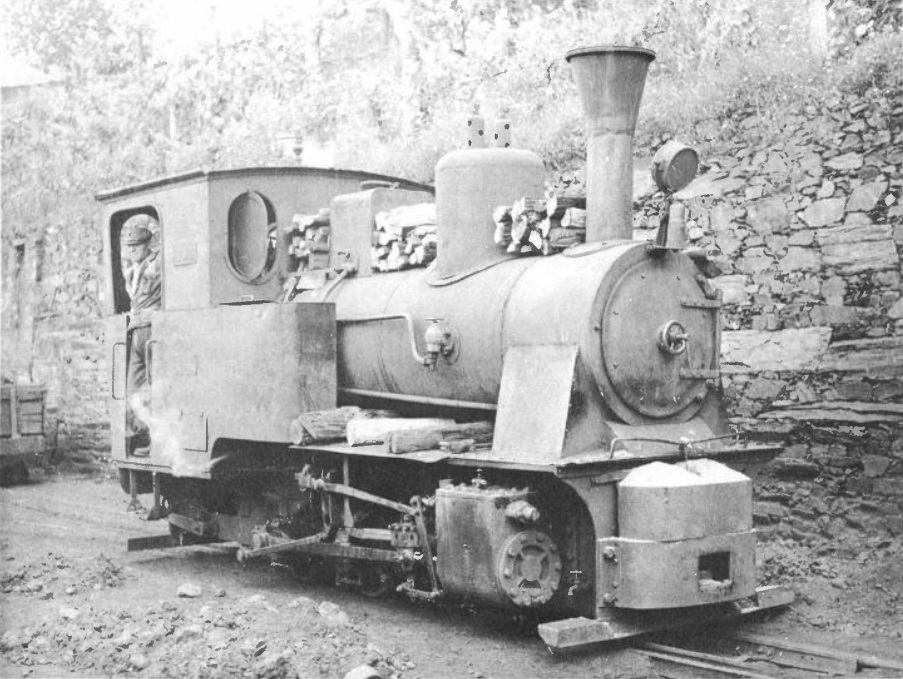
Pedemoura, mit Holz beheizte O&K-Lok Nr. 10808/1924 in Pedorido, 1968

Pedorido ist ein Ort und eine ehemalige Gemeinde (Freguesia) im Norden Portugals.
Pedorido gehört zum Kreis Castelo de Paiva im Distrikt Aveiro. Die Gemeinde hatte eine Fläche von 12,1 km² und 1465 Einwohner (Stand 30. Juni 2011). Im Gemeindegebiet mündet der Arda in den Douro.
Am 29. September 2013 wurden die Gemeinden Pedorido, Paraíso und Raiva zur neuen Gemeinde União das Freguesias de Raiva, Pedorido e Paraíso zusammengeschlossen.